# Bracon obscurator
Bracon obscurator är en stekelart som beskrevs av Christian Gottfried Daniel Nees von Esenbeck 1811. Bracon obscurator ingår i släktet Bracon och familjen bracksteklar. Arten är reproducerande i Sverige.

## Underarter
Arten delas in i följande underarter:
- B. o. zaleszczykiensis
- B. o. rytronis